# Oroniscus dalmaticus
Oroniscus dalmaticus is een pissebed uit de familie Oniscidae. De wetenschappelijke naam van de soort is voor het eerst geldig gepubliceerd in 1937 door Strouhal.